# Provincia di El Seibo
El Seibo è una delle 32 province della Repubblica Dominicana. Il suo capoluogo è Santa Cruz de El Seibo.

## Geografia antropica

### Suddivisioni amministrative
La provincia si suddivide in 2 comuni e 5 distretti municipali (distrito municipal - D.M.):
- Santa Cruz de El Seibo, capoluogo provinciale
- Miches